# Boxe nos Jogos Olímpicos de Verão de 1928
O boxe nos Jogos Olímpicos de Verão de 1928 foi realizado em Amsterdã, com oito eventos disputados entre 7 e 11 de agosto de 1928.

## Peso mosca (51 kg)
| Pos. | País    | Atletas         |
| ---- | ------- | --------------- |
|      | Hungria | Antal Kocsis    |
|      | França  | Armand Apell    |
|      | Itália  | Carlo Cavagnoli |

## Peso galo (53,5 kg)
| Pos. | País           | Atletas            |
| ---- | -------------- | ------------------ |
|      | Itália         | Vittorio Tamagnini |
|      | Estados Unidos | John Daley         |
|      | África do Sul  | Harry Isaacs       |

## Peso pena (57 kg)
| Pos. | País           | Atletas          |
| ---- | -------------- | ---------------- |
|      | Países Baixos  | Bep van Klaveren |
|      | Argentina      | Víctor Peralta   |
|      | Estados Unidos | Harold Devine    |

## Peso leve (61 kg)
| Pos. | País           | Atletas         |
| ---- | -------------- | --------------- |
|      | Itália         | Carlo Orlandi   |
|      | Estados Unidos | Steve Halaiko   |
|      | Suécia         | Gunnar Berggren |

## Peso meio-médio (66,5 kg)
| Pos. | País          | Atletas         |
| ---- | ------------- | --------------- |
|      | Nova Zelândia | Edward Morgan   |
|      | Argentina     | Raúl Landini    |
|      | Canadá        | Raymond Smillie |

## Peso médio (72,5 kg)
| Pos. | País            | Atletas          |
| ---- | --------------- | ---------------- |
|      | Itália          | Piero Toscani    |
|      | Tchecoslováquia | Jan Heřmánek     |
|      | Bélgica         | Léonard Steyaert |

## Peso meio-pesado (79 kg)
| Pos. | País          | Atletas         |
| ---- | ------------- | --------------- |
|      | Argentina     | Víctor Avendaño |
|      | Alemanha      | Ernst Pistulla  |
|      | Países Baixos | Karel Miljon    |

## Peso pesado (+ 79 kg)
| Pos. | País      | Atletas            |
| ---- | --------- | ------------------ |
|      | Argentina | Arturo Rodríguez   |
|      | Suécia    | Nils Ramm          |
|      | Dinamarca | Michael Michaelsen |

## Quadro de medalhas do boxe
| Ordem | País               | Medalha de ouro | Medalha de prata | Medalha de bronze | Total |
| ----- | ------------------ | --------------- | ---------------- | ----------------- | ----- |
| 1     | ITA Itália         | 3               | 0                | 1                 | 4     |
| 2     | ARG Argentina      | 2               | 2                | 0                 | 4     |
| 3     | NED Países Baixos  | 1               | 0                | 1                 | 2     |
| 4     | HUN Hungria        | 1               | 0                | 0                 | 1     |
| 4     | NZL Nova Zelândia  | 1               | 0                | 0                 | 1     |
| 6     | USA Estados Unidos | 0               | 2                | 1                 | 3     |
| 7     | SWE Suécia         | 0               | 1                | 1                 | 2     |
| 8     | GER Alemanha       | 0               | 1                | 0                 | 1     |
| 8     | TCH Checoslováquia | 0               | 1                | 0                 | 1     |
| 8     | FRA França         | 0               | 1                | 0                 | 1     |
| 11    | RSA África do Sul  | 0               | 0                | 1                 | 1     |
| 11    | BEL Bélgica        | 0               | 0                | 1                 | 1     |
| 11    | CAN Canadá         | 0               | 0                | 1                 | 1     |
| 11    | DEN Dinamarca      | 0               | 0                | 1                 | 1     |